# Los estudios modernos
Los estudios modernos es una asignatura en el sistema escolar escocés, que actualmente se imparte desde National 3 hasta Advanced Higher.  Se refiere a cuestiones sociales y políticas contemporáneas y de procesos políticos en contextos escoceses, británicos e internacionales.     La asignatura se ha enseñado en Escocia desde la década de 1960 y se le atribuye el aumento de la alfabetización política de los estudiantes. 